# Bhowali
Bhowali es una ciudad y  municipio situado en el distrito de Nainital,  en el estado de Uttarakhand (India). Su población es de 6309 habitantes (2011). Se encuentra a 11 km de Nainital.

## Demografía
Según el censo de 2011 la población de Bhowali era de 6309 habitantes, de los cuales 3304 eran hombres y 3005 eran mujeres. Bhowali tiene una tasa media de alfabetización del 93,07%, superior a la media estatal del 78,82%: la alfabetización masculina es del 96,47%, y la alfabetización femenina del 89,27%.